# Lloyd Austin
Lloyd James Austin III (Mobile, Alabama, 1953. augusztus 8. –) amerikai négycsillagos tábornok, az Egyesült Államok védelmi minisztere 2021. január 22-től 2025. január 20-ig. Az első afroamerikai, aki betöltötte a pozíciót, 2013 és 2016 között az Egyesült Államok Központi Parancsnokságának 12. parancsnoka volt.
Az Iraki háború utolsó tábornoka volt 2011 decemberében. A Központi Parancsnokság első afroamerikai parancsnoka volt, Barack Obama nevezte ki. 2016-ban vonult vissza a hadseregtől és csatlakozott a Raytheon Technologies, a Nucor, és a Tenet Healthcare tanácsadó bizottságaihoz.
2024. január 1-én kórházba került, melynek napokig titkolása botránnyá dagadt Amerikában.

## Díjak, elismerések
The Hall of Valor adatai alapján.
| Bronze Oak Leaf · Bronze Oak Leaf · Bronze Oak Leaf                   | Defense Distinguished Service Medal három tölgylevéllel      |
| Bronze Oak Leaf · Bronze Oak Leaf                                     | Distinguished Service Medal with két tölgylevéllel           |
|                                                                       | Silver Star                                                  |
| Bronze Oak Leaf                                                       | Defense Superior Service Medal egy tölgylevéllel             |
| Bronze Oak Leaf                                                       | Legion of Merit egy tölgylevéllel                            |
|                                                                       | Defense Meritorious Service Medal                            |
| Bronze Oak Leaf · Bronze Oak Leaf · Bronze Oak Leaf · Bronze Oak Leaf | Meritorious Service Medal négy tölgylevéllel                 |
|                                                                       | Joint Service Commendation Medal                             |
| Silver Oak Leaf                                                       | Army Commendation Medal öt tölgylevéllel                     |
| Bronze Oak Leaf                                                       | Army Achievement Medal egy tölgylevéllel                     |
|                                                                       | Army Presidential Unit Citation                              |
|                                                                       | Joint Meritorious Unit Award                                 |
|                                                                       | Secretary's Distinguished Service Award, Department of State |
| Bronze Service Star · Bronze Service Star                             | National Defense Service Medal két csillaggal                |
|                                                                       | Armed Forces Expeditionary Medal                             |
|                                                                       | Afganisztáni hadjáratért érem                                |
|                                                                       | Iraki hadjáratért érem                                       |
|                                                                       | Global War on Terrorism Expeditionary Medal                  |
|                                                                       | Global War on Terrorism Service Medal                        |
|                                                                       | Humanitarian Service Medal                                   |
|                                                                       | Army Service Ribbon                                          |
|                                                                       | Army Overseas Service Ribbon                                 |